# سالی ان هوز

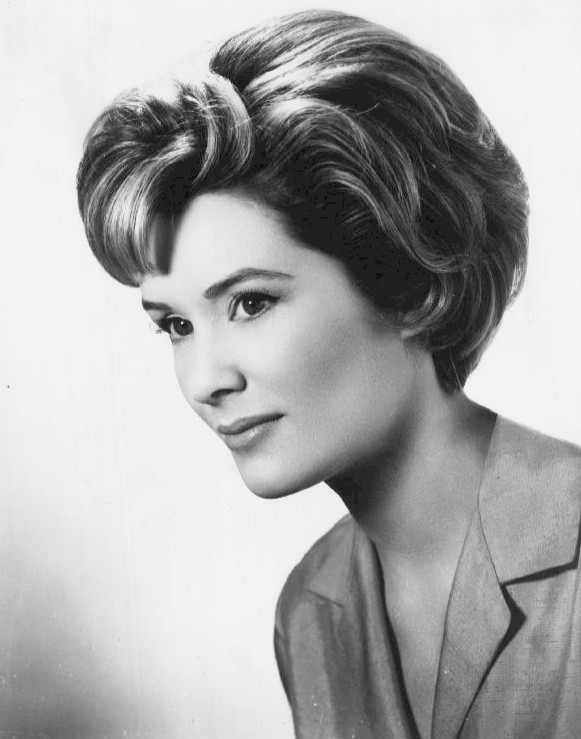
سالی هوز در سال ۱۹۶۱.

سالی اَن هَوز (به انگلیسی: Sally Ann Howes) (۲۰ ژوئیهٔ ۱۹۳۰ – ۱۹ دسامبر ۲۰۲۱) یک بازیگر و خواننندهٔ انگلستانی دارای تابعیت دوگانه انگلیسی-آمریکایی بود.